# Werner Peter
Werner Peter (n. 25 mai 1950, Sandersdorf⁠(d), Districtul Anhalt-Bitterfeld, Saxonia-Anhalt, Germania) este un fotbalist german, medaliat olimpic. A participat la o ediție a Jocurilor Olimpice (1980) în care a câștigat o medalie de argint.

## Participări
Lista de mai jos prezintă principalele competiții la care a participat Werner Peter de-a lungul carierei.
- Futbol na letnih Olimpiiskih igrah 1980[*]